# بينا كولادا
الخمر الأناناسية (بالإسبانية: piña)‏ (نقحرة: بينا كولادا) هو شراب مُسْكر حلو المذاق يُصنع من الرُّم وقشدة جوز الهند وحليب جوز الهند وعصير الأناناس. عادة ما يُقدم المشروب إما مخلوط بالثلج أو به ثلج مجروش. قد يُزين بقطعة أناناس، أو ثمرة كرز ماراسكينو (زينة)، أو كليهما. أصبحت الخمر الأناناسية المشروب القومي لبورتو ريكو منذ 1978.